# Igor Jansen
Igor Jansen Cavalcanti Diniz (Fortaleza, 15 de abril de 2004) é um ator, cantor e dublador brasileiro. Ficou conhecido por ter protagonizado as novelas As Aventuras de Poliana e Poliana Moça no papel de João Barros da Silva.

## Carreira
Apaixonado por música, o ator chegou a ter como sonho se tornar jogador de futebol. Na infância fez parte das categorias de base do Ceará.
Estreou nos cinemas em 2016, no papel de Piolho no filme O Shaolin do Sertão. Sua presença na televisão se iniciou em 2018, quando co-protagonizou As Aventuras de Poliana, como o personagem João Barros da Silva, ficando nacionalmente conhecido. Devido ao grande sucesso da trama, Jansen repetiu o papel em Poliana Moça e no telefilme da trama.
Em 2021, foi um dos participantes do reality show da Nickelodeon Além do Filtro.
No teatro, interpretou Bento na peça Natal Para Sempre. Como dublador, interpretou o personagem Rony em O Reino Gelado: A Terra dos Espelhos.
Em 2023, realizou testes para interpretar um dos papéis centrais na novela das seis No Rancho Fundo, sendo posteriormente aprovado, marcando a sua estreia na TV Globo no ano seguinte.
Em 2025 participou da comédia do Prime Video, Missão Porto Seguro, como Magno.

## Vida pessoal
Em dezembro de 2024, assumiu um namoro com a ginasta Júlia Soares, através das redes sociais.

## Filmografia

### Televisão
| Ano     | Título                         | Personagem                                       | Ref.   |
| ------- | ------------------------------ | ------------------------------------------------ | ------ |
| 2018–20 | As Aventuras de Poliana        | João Barros da Silva / Bento Goulart Vasconcelos |        |
| 2021    | Além do Filtro Brasil          | Participante                                     | [ 11 ] |
| 2021    | A Fantástica Máquina de Sonhos | João Barros da Silva / Bento Goulart Vasconcelos |        |
| 2022–23 | Poliana Moça                   | João Barros da Silva / Bento Goulart Vasconcelos | [ 12 ] |
| 2024    | No Rancho Fundo                | Aldenor Leonel                                   | [ 5 ]  |

### Cinema
| Ano  | Título                             | Personagem                                       | Ref.  |
| ---- | ---------------------------------- | ------------------------------------------------ | ----- |
| 2016 | O Shaolin do Sertão                | Piolho                                           |       |
| 2018 | Cine Holliúdy 2: A Chibata Sideral | Vendedor de jornais                              |       |
| 2023 | As Aventuras de Poliana - O Filme  | João Barros da Silva / Bento Goulart Vasconcelos |       |
| 2023 | O Primeiro Natal do Mundo          | Arthur                                           |       |
| 2025 | Missão Porto Seguro                | Magno                                            | [ 8 ] |

### Dublagem
| Ano  | Título                               | Personagem |
| ---- | ------------------------------------ | ---------- |
| 2018 | O Reino Gelado: A Terra dos Espelhos | Rony       |

## Teatro
| Ano  | Título            | Personagem   | Ref.          |
| ---- | ----------------- | ------------ | ------------- |
| 2018 | Natal Para Sempre | Bento        | [ 13 ] [ 14 ] |
| 2022 | 13 - O Musical    | Evan Goldman | [ 15 ]        |

## Discografia

### EPs
| Ano  | Título      | Notas                                                                            | Ref.   |
| ---- | ----------- | -------------------------------------------------------------------------------- | ------ |
| 2024 | Meus Gostos | - Lançamento: 19 de julho de 2024 - Formato: Streaming - Gravadora: Independente | [ 16 ] |

### Singles
| Ano  | Título           | Notas                                                                                   | Ref.   |
| ---- | ---------------- | --------------------------------------------------------------------------------------- | ------ |
| 2020 | "Jeito Simples"  | - Lançamento: 31 de julho de 2020 - Formato: Streaming - Gravadora: Independente        |        |
| 2023 | "Vida de Novela" | - Lançamento: 13 de janeiro de 2023 - Formato: Streaming - Gravadora: Sony Music Brasil | [ 17 ] |
| 2024 | "Corrida Maluca" | - Lançamento: 13 de dezembro de 2024 - Formato: Streaming - Gravadora: Independente     |        |

## Prêmios e indicações
| Ano  | Premiação                           | Categoria                  | Indicação               | Resultado | Ref.   |
| ---- | ----------------------------------- | -------------------------- | ----------------------- | --------- | ------ |
| 2018 | Prêmio Extra de Televisão           | Melhor Ator/Atriz Infantil | As Aventuras de Poliana | Indicado  | [ 18 ] |
| 2019 | Troféu Imprensa                     | Melhor Revelação           | As Aventuras de Poliana | Indicado  | [ 19 ] |
| 2019 | Prêmio Área VIP - Melhores da Mídia | Melhor Ator Teen           | As Aventuras de Poliana | Venceu    | [ 20 ] |
| 2021 | Prêmio Contigo! de TV               | Melhor Ator/Atriz Infantil | As Aventuras de Poliana | Indicado  |        |